# Биедели
Биедели (также Биэдэли, Биедили) — озеро в Якутии, находится в юго-западной части  Жиганского улуса, в левобережье Лены, к юго-западу от озера Хаммыктын. Расположено в труднодоступной местности, в пределах Центральноякутской равнины.
Площадь зеркала — 10,3 км². Площадь водосборного бассейна — 117 км². Высота над уровнем моря — 169 м.  Имеет округлую форму, длина озера около 4,8 км, ширина достигает 4,6 км.
На севере впадает река Алас-Юрях, на юго-западе из озера вытекает река Хоруонгка, приток Лены. На западе протокой соединяется с другим менее крупным озером – Андылыр. Острова отсутствуют. Берега низкие, умеренно изрезаны, местами заболочены. Обширные прибрежные отмели. На берегах растут сосна и лиственница.